# Jang Sung-ho
Jang Sung-ho (né le 12 janvier 1978) est un judoka sud-coréen. Il participe aux Jeux olympiques d'été de 2004 dans la catégorie des poids mi-lourds et remporte la médaille d'argent. Il remporte également l'argent et le bronze lors de Championnats du monde (1999 et 2001).

## Palmarès

### Jeux olympiques
- Jeux olympiques de 2004 à Athènes,  Grèce
  -  Médaille d'argent